# Die Weltwoche
Die Weltwoche wurde 1933 als Schweizer Wochenzeitung gegründet und wird seit 2002 als Wochenmagazin herausgegeben. Chefredaktor seit 2001 und Verleger seit 2006 ist Roger Köppel, der von 2015 bis 2023 auch Nationalrat der nationalkonservativen SVP war. Verschiedentlich wird der Zeitung seit der Übernahme durch Köppel attestiert, eine rechtspopulistische und pro-russische Linie zu verfolgen.

## Allgemeines
Publikationen in der Weltwoche lösten immer wieder Kontroversen aus. Beispiele sind die Mirage-Affäre (1964), die Panzer 68-Affäre (1979) sowie eine Artikelserie über den Mord in Kehrsatz (1988/1989) oder die Enttarnung des Holocaust-Schwindlers Binjamin Wilkomirski (1998). Mit zahlreichen Enthüllungen war sie auch 2007 bei der Roschacher-Affäre eine treibende Kraft. Sie publizierte mehrere Artikel zum Missbrauch im Sozialamt der Stadt Zürich. In der Folge wurden zwei Whistleblowerinnen beim Sozialamt entlassen und später wegen Verletzung des Amtsgeheimnisses verurteilt, womit die Frage eines besseren Schutzes bei Whistleblowing in den Brennpunkt rückte.
Der damalige stellvertretende Chefredaktor Philipp Gut wurde 2016 und erneut 2017 aufgrund ehrverletzender Artikel wegen übler Nachrede verurteilt.
Bekannte Kolumnisten der Zeitschrift sind und waren unter anderen der ehemalige SVP-Nationalrat Christoph Mörgeli, der frühere SP-Parteipräsident Peter Bodenmann, der Satiriker Andreas Thiel, der ehemalige Präsident des Bundesamtes für Verfassungsschutz Hans-Georg Maaßen, der Politiker und Autor Thilo Sarrazin sowie die Journalisten Mark van Huisseling, Kurt W. Zimmermann, Boris Reitschuster und Henryk M. Broder, der sich, wegen Köppels Haltung zum russischen Einmarsch in die Ukraine, inzwischen klar von Roger Köppel und der Weltwoche distanziert.
Die Weltwoche beansprucht selbst in ihren Leitlinien eine skeptische Haltung gegenüber dem Staat und seinen Organen, «die sie durch eine kontinuierliche Berichterstattung aus liberaler Warte durchleuchtet». Sie sei «politisch unabhängig», vertrete aber «ein freiheitliches, unternehmerisches Weltbild». Dagegen bescheinigte ihr der Soziologe Linards Udris bereits 2011 eine klare Tendenz zu rechtskonservativen bis rechtspopulistischen Positionen. Laut Holger Pauler (Übermedien) steht die Weltwoche – zusammen mit der SVP – «für ein rechtes, neoliberales Konzept», das auf Abschottung setze. Vereinzelt eingeräumter «Platz zur Gegenrede» – wie für den Klimatologen Reto Knutti – sei «kaum mehr als ein taktisches Manöver»; die Kommentare unter dem Text seien entsprechend, und eine Woche später habe das Blatt «mit einem vielfach kritisierten Sonderheft zum Klimawandel nach[gelegt]». Der Publizist Roger de Weck stufte das Blatt 2020 als «reaktionäre[s] Magazin» ein. Im Jahre 2021 befand der Medienjournalist Stefan Niggemeier, das Meinungsfenster der Zeitschrift sei «nicht breit, sondern bloß nach rechts unten verschoben». Mit dem «Trick, es nur der Feigheit zuzuschreiben, dass andere nicht das schreiben, was sie schreibt», sei «schon viel über ihre intellektuelle Redlichkeit gesagt». Im Sommer 2022 schrieb die Süddeutsche Zeitung, unter Köppels Führung sei das Blatt «zum Sprachrohr der SVP geworden», wenn auch «nicht immer perfekt auf Linie». Egal, ob «während der Pandemie, als die SVP sich gegen strenge Maßnahmen oder Impfkampagnen wehrte, oder nun seit Beginn des Krieges in der Ukraine, aus dem die SVP als einzige Partei die Schweiz gern komplett raushalten will»: Die Weltwoche, so die Süddeutsche Zeitung, räume solchen Positionen viel Raum ein.
Verleger und Chefredaktor Roger Köppel trat 2015 der SVP bei und wurde im Oktober 2015 auf deren Liste mit der landesweit höchsten Stimmenzahl in den Nationalrat gewählt. Im Jahre 2023 verzichtete er auf eine Wiederwahl, weil er seinen Fokus auf die Expansion der Weltwoche in weitere Teile des deutschsprachigen Raums setzen wolle.
Seit 2021 betreibt Köppel auf YouTube das Videoformat Weltwoche Daily, mit dem er an allen Werktagen frühmorgens seine Sicht auf die Welt verbreitet.

## Auflage
Die von der WEMF bestätigte Auflage betrug 2011 77'800 verkaufte Exemplare, sie sank bis 2014 auf 56'550 verkaufte Exemplare. 2018 betrug die beglaubigte Auflage noch 40'924 (Vj. 45'124) verkaufte bzw. 45'519 (Vj. 52'543) verbreitete Exemplare. Gemäss WEMF Auflagebulletin 2023 sank die total verbreitete Auflage (aus Print und Replica) seither weiter und beträgt noch 39'161. Die Weltwoche wurde Stand 2018 pro Woche von 175'000 (Vj. 193'000) Personen gelesen und hatte damit eine deutlich grössere Reichweite als die meisten Konkurrenzblätter mit Ausnahme der Wochenzeitung WOZ (WEMF MACH Basic 2018-II).

## Geschichte

### 1933 bis 1964
Manuel Gasser und Karl von Schumacher gründeten 1933 die Weltwoche nach dem Vorbild französischer Wochenzeitungen. Sie verstand sich als antikommunistisch und war anfänglich gegenüber der Frontenbewegung, dem Nationalsozialismus und dem Faschismus positiv eingestellt. Im Laufe der Jahre 1934 und 1935 änderten die Herausgeber teilweise ihre Einstellung und schrieben auch kritisch über Nationalsozialismus und Faschismus, doch blieb Gasser bis 1937 Mitglied der Frontisten. Für Jean-Rodolphe von Salis leisteten die Leitartikel und Lageberichte Karl von Schumachers gute Dienste bei der Abfassung seiner in ganz Europa beachteten Weltchronik für Radio Beromünster. Kurze Zeit war ein Vetter von Karl von Schumacher, Felix von Schumacher-Nager, Auslandskorrespondent in London. Nach dem Tod von Karl von Schumacher 1957 übernahm sein Bruder Pierre von Schumacher die Leitung bis zu seinem Tod 1964. Unter Chefredaktor Lorenz Stucki (1954–1962) nahm die Weltwoche im Kalten Krieg eine prononciert prowestliche Position ein.

### 1964 bis 2001
Im Jahr 1964 wurde Rolf R. Bigler Chefredaktor, auf ihn folgten 1968 August E. Hohler und 1970 Hans O. Staub. In dieser Zeit, vor allem unter Bigler, wurde die Weltwoche zu einer Plattform für nonkonformistische Positionen.
Im Jahr 1985 wurde Hans O. Staub Herausgeber der Weltwoche, Rudolf Bächtold und Jürg Ramspeck übernahmen für zwölf Jahre die Chefredaktion (bis 1996). Der Jean Frey Verlag, zu dem die Weltwoche gehörte, wechselte mehrmals den Besitzer. 1987 wurde der Verlag vom Spekulanten Werner K. Rey übernommen, der die Jean Frey AG und die Druckerei Winterthur hielt, bis sie im April 1991 im Nachlassverfahren von Reys Omni Holding AG verkauft wurden. Der nächste Besitzer war der Detailhändler Beat Curti, 1993 stieg bei dessen Curti Medien Holding AG die Basler Zeitung ein. 1996 erwarb die Basler Zeitung schliesslich die Mehrheit der Anteile. Interimschefredaktor war Felix E. Müller. Die Auflage lag zu dieser Zeit bei über 100'000.
Von 1997 bis August 2001 war Fredy Gsteiger Chefredaktor der Weltwoche. Unter ihm war die Zeitung linksliberal positioniert. Zu Beginn seiner Amtszeit hatte die Weltwoche eine Auflage von gut 97'000.

### 2001 bis 2010
Roger Köppel wurde 2001 Chefredaktor der Weltwoche und konzipierte sie im Magazinformat neu. Kurz darauf übernahm eine Gruppe von Finanzinvestoren um den Tessiner Financier Tito Tettamanti die Aktienmehrheit an der Jean Frey AG, dem Verlag der Weltwoche. Köppel tauschte die Redaktion fast vollständig aus und führte die Weltwoche auf einen prononciert wirtschaftsliberalen und rechtskonservativen Kurs. Die Auflage stieg bis Herbst 2003 von rund 84'000 auf 91'000 Exemplare, und der Verlag erzielte nach einer Verlustphase von rund zehn Jahren erstmals wieder operativen Gewinn, vor allem dank grossem Zugewinn auf dem Anzeigenmarkt. Das Layout gewann zahlreiche Preise.
Als das Blatt im Herbst 2003 begann, den rechten Politiker Christoph Blocher und seine Schweizerische Volkspartei offen zu unterstützen, und Köppel einen Wahlaufruf für Blocher verfasste, wurde die Weltwoche zum Ziel von Kritik. Zwischen Herbst 2003 und Sommer 2004 sank die Auflage laut Pressemeldungen um zirka 12'000 Exemplare. Im Frühling 2004 wechselte Köppel als Chefredakteur zur deutschen Tageszeitung Die Welt. Simon Heusser wurde neuer Chefredaktor, kündigte jedoch bereits im Juni 2005 wieder wegen «nicht überbrückbarer Differenzen in Führungsfragen». Im September 2005 folgte ihm Jürg Wildberger nach. Die beglaubigte Auflage betrug 2005 noch 80'436 verkaufte Exemplare, stieg jedoch 2006 wieder auf 82'849 Exemplare.
Am 1. November 2006 wurde die Weltwoche Verlags AG aus der Jean Frey AG abgespalten. Köppel kaufte zunächst 60 Prozent der neuen Weltwoche Verlags AG und übernahm sie wenig später offiziell ganz. Seither führte er die Weltwoche als Verleger und Chefredaktor. Kurz darauf verliessen mehr als ein Dutzend Redaktoren den Verlag. Die Auflage stieg 2007 auf 85'772 Exemplare.
Nach dem Aus für das Nachrichtenmagazin Facts im Sommer 2007 bleiben als Konkurrenten auf dem deutschschweizerischen Markt politischer Wochenzeitungen das Magazin, die Schweizer Ausgabe der Zeit, die Sonntagsblätter SonntagsZeitung, NZZ am Sonntag und SonntagsBlick sowie die Wochenzeitung (WOZ).

### Seit 2011
Anfang 2016 erschien der Roman Bad News von Bruno Ziauddin, in welchem er eine fiktive Geschichte einer Wochenzeitung im Jahre 2003 erzählt, welche Ähnlichkeiten zur Weltwoche aufweist.
Im Mai 2019 verübten Unbekannte einen Farbanschlag auf das Redaktionsgebäude der Weltwoche. Sie sprühten rote Farbe, ein Hammer-und-Sichel-Symbol und die Worte «Gegen rechte Hetze» an die Eingangstür. Am 1. Mai war der Weltwoche-Redaktor Alex Baur beim Fest auf dem Zürcher Kasernenareal von mehreren Personen angegriffen worden.
Im Jahr 2022 wurde der Sitz der Weltwoche Verlags AG von Zürich nach Zollikon verlegt.
Seit September 2023 gibt es die Zeitung auch in einer wöchentlich erscheinenden digitalen Ausgabe für Deutschland.

## Kontroversen
Für das Jahr 2015 wurde Sepp Blatter von der Weltwoche zum Schweizer des Jahres gekürt. Das Interview von Köppel mit Blatter wurde als provokative Realsatire verspottet.
Im Dezember 2019 warf die Neue Zürcher Zeitung der Weltwoche tendenziöse Berichterstattung zugunsten der Volksrepublik China vor, verbunden mit einer Häufung von bezahlten Inseraten aus chinesischen Quellen.

### Eigentumsverhältnisse
Vor allem aufgrund der Rolle, die Die Weltwoche im Januar 2012 in der Affäre um den angeblichen Insiderhandel des damaligen Präsidenten der Schweizerischen Nationalbank, Philipp Hildebrand, gespielt hatte, forderten die Präsidenten verschiedener Schweizer Parteien die Wochenzeitschrift auf, ihre Eigentumsverhältnisse offenzulegen – bisher folgenlos. Es bestehe der Verdacht, dass Christoph Blocher und ihm nahestehende Personen bei der Zeitschrift beträchtlichen Einfluss ausübten und dass Chefredaktor Roger Köppel nicht der alleinige Eigentümer des Blatts sei. Köppel bezeichnete sich 2011 als «alleinigen Eigentümer der Weltwoche»: «Ich habe mein gesamtes Vermögen eingebracht, ich habe Bankkredite aufgenommen und mich hoch verschuldet.» Auch Blocher bestritt den Verdacht: «Roger Köppel ist Alleineigentümer der Weltwoche. Dass das in Zweifel gezogen wird, ist Rufschädigung.»

### Rüge wegen Diskriminierung von Roma
Im April 2012 zeigte die Zeitung ein Foto auf der Titelseite, auf dem ein Roma-Kind mit einer auf den Betrachter gerichteten Pistole und der Schlagzeile «Die Roma kommen: Raubzüge in der Schweiz» zu sehen ist, dazu gehörte eine Reportage im Innenteil mit dem Titel «Sie kommen, klauen und gehen». Der österreichische Journalist Klaus Kamolz zeigte die Verantwortlichen aufgrund von Titelfoto und Titelzeile wegen Verhetzung an, weitere Strafanzeigen aus Deutschland wie vom Zentralrat Deutscher Sinti und Roma, aus Österreich und der Schweiz folgten. Der stellvertretende Chefredaktor Philipp Gut wies die Kritik zurück.
Das für die Titelgeschichte verwendete Foto stammte vom italienischen Fotografen Livio Mancini, der 2008 spielende Kinder auf einer Mülldeponie am Stadtrand von Gjakova im Kosovo fotografiert hatte. Die Bildagentur, von der das Bild stammt, sprach von einer missbräuchlichen Verwendung des Bildes durch die Weltwoche. Das Bild sei sinnentstellend und wahrheitsverändernd verwendet worden. Die Aussage des Bildes sei ins Gegenteil verkehrt und als Illustration für einen Artikel missbraucht worden. Die Staatsanwaltschaften Zürich und Wien stellten auf Kosten der Staatskasse die Verfahren gegen die Weltwoche ein, da weder das Titelbild noch der Artikel nach Ansicht der Staatsanwaltschaften den Tatbestand der Rassendiskriminierung erfüllten. Der Schweizer Presserat rügte die Weltwoche wegen des Titelbildes, da es suggeriere, dass das abgebildete Kind Teil der Roma-Kriminalität sei. Die Schlagzeile trage ausserdem, so der Presserat, «in diskriminierender Weise dazu bei, Ängste zu schüren und stereotype Vorurteile gegenüber einer ethnischen Gruppe zu verstärken».

### Angebliche Wahlmanipulation in den USA
Am 19. November 2020 veröffentlichte die Weltwoche im Zusammenhang mit der US-Präsidentschaftswahl einen Artikel unter dem Titel «Stoppt den Diebstahl!». Darin hiess es, es seien «offenbar massenweise Wahlzettel aufgetaucht», die «zu 100 Prozent an Joe Biden gegangen» seien. Trumps Anwälte hätten daraufhin die Wahlmaschinen «ins Visier» genommen. Daraufhin ging beim Presserat eine Beschwerde ein, da die behaupteten «Wahlfälschungen» falsch und zum Publikationszeitpunkt unbestätigt gewesen seien. Die Zeitschrift wandte ein, dass durch das Wort «offenbar» deutlich geworden sei, dass es sich nicht um die Wiedergabe von Tatsachen, sondern von nicht bestätigten Vorwürfen gehandelt habe. Der Presserat schloss sich dieser Sichtweise an, erteilte jedoch dem Blatt eine Rüge wegen des letzten Satzes «So dreist fälschte nicht einmal Saddam Hussein.», denn damit werde die Behauptung des Wahlbetrugs als Tatsache dargestellt.

### Verbreitung von Klimaskepsis
Eine wissenschaftliche Studie ergab, dass die Weltwoche von allen untersuchten Schweizer Zeitungen die meisten Artikel verbreitete, die klimaskeptische Positionen enthielten. Unter anderem wurde die Klimaleugnerorganisation EIKE von der Weltwoche positiv rezipiert, bevor die Weltwoche 2019 einmalig negativ über EIKE berichtete. 2019 veröffentlichte die Weltwoche ein für den Schulunterricht gedachtes Sonderheft Klima mit «kontroversen Ansichten zu dem Thema», bei dem es sich hauptsächlich um eine Zusammenstellung von Texten handelt, die den wissenschaftlichen Konsens zum Klimawandel als Extremposition darstellen und sich gegen die Reduzierung von Treibhausgasemissionen aussprechen. Während Chefredaktor Roger Köppel erklärte, dass die Weltwoche mit dem Heft «einen Beitrag zur Versachlichung der Debatte um den Klimawandel leisten will», sah Beat Zemp, Präsident des Dachverbandes Schweizer Lehrerinnen und Lehrer darin einen «Ausdruck geistiger Verzweiflung bei Roger Köppel». Die Journalisten Carole Koch und Boas Ruh schrieben in der NZZ, in der Schweiz bilde die Weltwoche zusammen mit der Basler Zeitung «eine mediale Sturmfront gegen den wissenschaftlichen Klimakonsens». 2024 lobte die Weltwoche den klimaskeptischen Propagandafilm von Regisseur Martin Durkin, der zuvor auch schon den inhaltlich vergleichbaren Film The Great Global Warming Swindle produziert hatte, als Aufklärungsmeisterwerk.

### Haltung zu Russland
Die Haltung des Herausgebers und Chefredaktors Roger Köppel zu Putin und dem autokratischen Russland wirkt sich auch auf die Berichterstattung zum russischen Angriffskrieg gegen die Ukraine aus. Dass Putin-nahe Kriegsverbrecher zu Wort kommen und pro-russische Propaganda den Weg in die Zeitung findet, führt zu breitem öffentlichen Widerspruch und selbst bei den Abonnenten zu Irritationen. Der Tages-Anzeiger bezeichnete die Weltwoche im April 2025 als «eines der unverfrorensten Propagandablätter zugunsten des russischen Diktators». Zuvor hatte die Weltwoche einen Artikel mit Titel «Was geschah wirklich in Butscha? Über Fakten und die Widersprüche des Westens» publiziert, in dem ein Mitarbeiter des russischen Propandamediums RT russische Verschwörungstheorien über das Massaker von Butscha verbreitet und diese u. a. als von den Ukrainern «inszeniert» bezeichnet sowie wahrheitswidrig behauptet hatte, bisher habe keine unabhängige Stelle die Vorfälle untersucht. Der Artikel war zuvor  auf RT erschienen und war wortgetreu auf Weltwoche.de übernommen, obwohl es in der EU verboten ist, Inhalte von Russia Today zu verbreiten. Später wurde der Beitrag gelöscht, aus formalen Gründen, wie die Redaktion mitteilte.

## Kooperationen
Die Weltwoche pflegte eine enge Kooperation mit dem Weblog Die Achse des Guten, dessen Gründer die Weltwoche-Autoren Henryk M. Broder, Dirk Maxeiner und Michael Miersch waren. Ende Juni 2022 kündigte Henryk M. Broder jedoch an, nicht mehr für die Weltwoche zu schreiben, da dort zu viele «Putinisten» zu Wort kämen, die Russlands Position zum Krieg mit der Ukraine verträten.